# Kelson Pinto
Kelson Carlos Santos Pinto (Aracaju, 26 de novembro de 1976) é um pugilista brasileiro, da categoria meio-médio-Ligeiro, campeão norte-americano, sul-americano e brasileiro, e medalhista de prata nos Jogos Pan-Americanos de 1999.
Antes de se profissionalizar, em 2000, Kelson disputou 98 lutas como amador, vencendo 94, 60 delas por nocaute. As únicas derrotas foram nos Jogos Pan-Americanos de 1999, em Winnipeg, no Canadá, quando ficou ficou com a medalha de prata; na segunda rodada da Olimpíada de Sydney-2000; e em duas finais.
Como profissional, ele chegou a disputar o título mundial (no dia 11 de setembro de 2004) contra o porto-riquenho Miguel Cotto, o qual já havia vencido duas vezes como amador, em Porto Rico, na categoria até 64kg, mas acabou sendo derrubado no sexto round. Encerrou a carreira com um cartel de 24 vitórias (22 por nocaute) e duas derrotas.
Atualmente, ele é treinador de boxe de lutadores de MMA. Foi treinador de boxe da ATT (American Top Team), tendo treinado inúmeros campeões, tais como Rodrigo Minotauro, Rogério Minotouro, Vitor Belfort, Rodolfo Vieira, Santiago Ponzinibio, Renão Barão, Kevin Souza, Thiago Marreta e muitos outros.